# Blessings
Blessings è un brano musicale del rapper statunitense Big Sean, estratto come terzo singolo dal suo terzo album, Dark Sky Paradise. La versione rilasciata, oltre che la collaborazione del rapper Drake contenuta nell'album, vede anche quella di Kanye West.

## Classifiche
| Classifica (2015)           | Posizione massima |
| --------------------------- | ----------------- |
| Canada                      | 59                |
| Canadian Digital Song Sales | 48                |
| Belgio (Fiandre)            | 96                |
| Belgio (Vallonia)           | 69                |
| Francia                     | 184               |
| Regno Unito                 | 139               |
| Stati Uniti                 | 28                |
| US Digital Song Sales       | 22                |
| US Hot Rap Songs            | 5                 |
| US Hot R&B/Hip-Hop Songs    | 9                 |
| US Radio Songs              | 30                |
| US R&B/Hip-Hop Airplay      | 3                 |
| US Rhythmic Songs           | 11                |